# Ladislaus II.

Ladislaus II. stiehlt die ungarische Krone – Darstellung aus der Bilderchronik

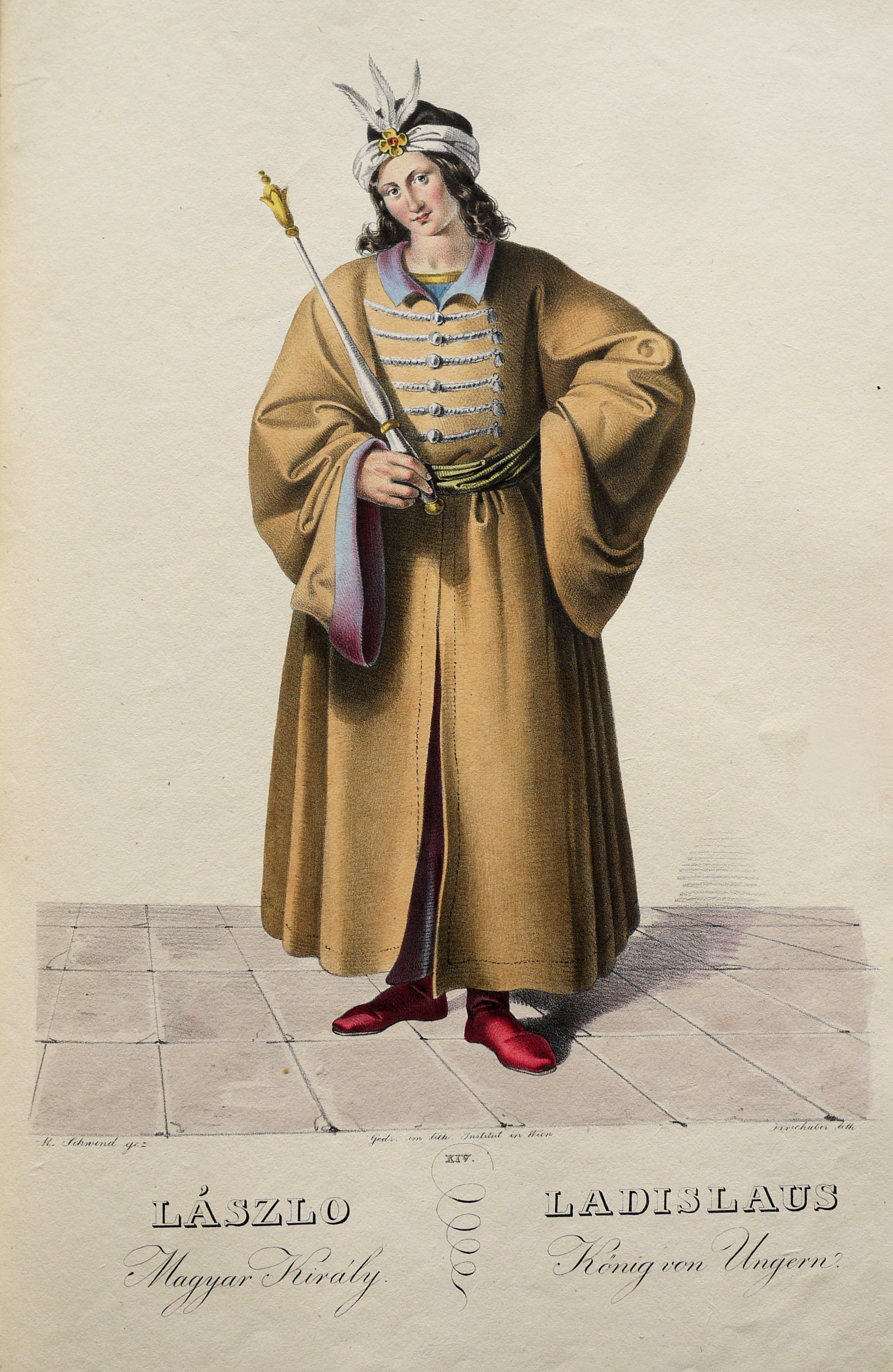
Ladislaus II. Lithographie von Josef Kriehuber nach einer Zeichnung von Moritz von Schwind, ca. 1828.

Ladislaus II. (* 1131; † 14. Januar 1163) war von Juli 1162 bis zum 14. Januar 1163 ungarischer Gegenkönig. 

## Leben
Als Ladislaus geboren wurde, war sein Vater noch nicht König. Seine Eltern waren König Béla II. von Ungarn und Ilona, die Tochter des serbischen Herrschers Uroš I. Der erste Bericht über Ladislaus erschien, als ihn seine Mutter zur Arader Versammlung mitbrachte, sich das Mitleid des erblindeten Königs erhoffend. Die Versammlung endete mit einem Blutbad.
Ladislaus wurde 1137 im Alter von sechs Jahren zum Prinzen von Bosnien ernannt. Dieser Titel war allerdings rein formell, de facto lag die Macht in den Händen des bosnischen Banes.

## Aufstieg zur Macht
In der Zeiten von Géza II. war die Macht des Königs noch stabil, es gab keine politischen Gruppierungen in Ungarn, die die königliche Hoheit in Frage stellen konnten. Diese Situation veränderte sich wesentlich in den Jahren nach 1150. Die jüngeren Generationen der Árpáderfamilie bekamen den Titel Prinz, sie hatten also Anspruch auf den Titel des Königs. Manche wiederum waren unzufrieden mit den kontinuierlichen Kämpfen. So eine Gruppe entstand um den 20 Jahre lang treu gewesenen Belos Ban, unter dessen Führung ein erfolgloser Aufstand stattfand.
1157 rebellierte Stephan (der spätere Stephan IV.), 1160 wagte Ladislaus den Aufstand. Nach dessen Misserfolg mussten sie an den Hof des byzantinischen Kaisers Manuel I. fliehen.
Ladislaus wurde im Verlauf seines Lebens Witwer. Es gibt kaum Informationen über seine verstorbene Ehefrau. Manuel hatte angeboten, Ladislaus eine seiner Töchter zur Frau zu geben, jedoch lehnte dieser das Angebot ab, da er befürchtete, dass eine byzantinische Prinzessin bei seinen Anhängern auf Widerstand stoßen könnte. Wie es scheint, war für Ladislaus die politische Unterstützung durch seine Anhänger von höherer Bedeutung als eine mögliche Heirat mit einer Prinzessin.
Seine Erwartungen gingen in Erfüllung als Géza II. am 31. Mai 1162 starb und Manuel Stephan IV. mit einem Heer unterstützte. Die Adeligen von Ungarn wählten aber Ladislaus zum König. Stephan IV. wurde Herzog, dessen Macht sich auf ein Drittel des Landes ausdehnt. (Früher wurde der Titel Herzog von Koloman 1106 abgeschafft.)

## Regierung
An der Spitze der ungarischen Kirche stand ab 1158 Lukács, der Erzbischof von Gran. Lukács wollte den Thronbewerber Ladislaus nicht krönen, stattdessen krönte ihn 1162 Mikó, der Erzbischof von Kalocsa. Ladislaus wurde daraufhin von Lukács exkommuniziert.
Über die Regierungszeit von Ladislaus stehen uns nur geringe Daten zur Verfügung. Zwar wurde er mit byzantinischer Hilfe zum Throne gebracht, man kann aber nicht beweisen, dass Ladislaus byzantinischer Vasall gewesen wäre. Wahrscheinlich hatte der König eine bedeutende innere Machtbasis. Das erwies sich auch dadurch, dass Ladislaus seinen Neffen Stephan, der vor ihm nach Pozsony floh, nicht angriff. Das heißt, dass er seine Macht nicht gefährdet sah. Er ließ den Graner Erzbischof einsperren, nachdem er Ladislaus exkommuniziert hatte, aber wegen des Plädoyers des Papstes ließ der König Lukács wieder frei. (Aber nachdem der Erzbischof die Exkommunikation nicht zurücknahm, ließ ihn Ladislaus wieder einsperren.)
Seine Regierung dauerte ein knappes halbes Jahr. Laut Vermutungen starb er an Vergiftung. Er wurde in Székesfehérvár begraben. Er war mit Judith von Polen verheiratet und man weiß über eine Tochter von Ladislaus, die Maria hieß und im Dezember 1167 zur Frau des venezianischen Dogen Michelli Vitale wurde.